# ヒューレット・パッカードの電卓

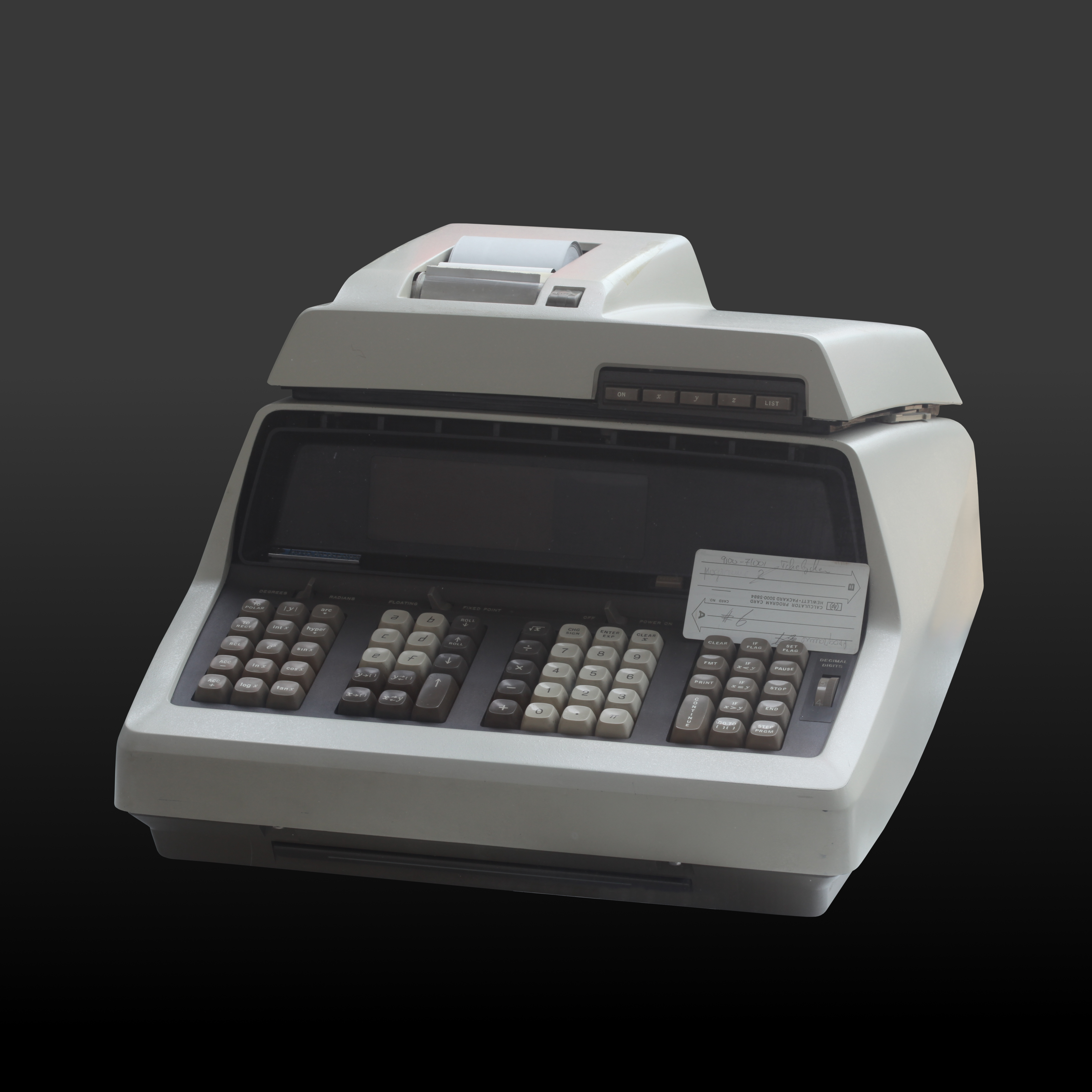
世界初の関数電卓「HP 9100A」

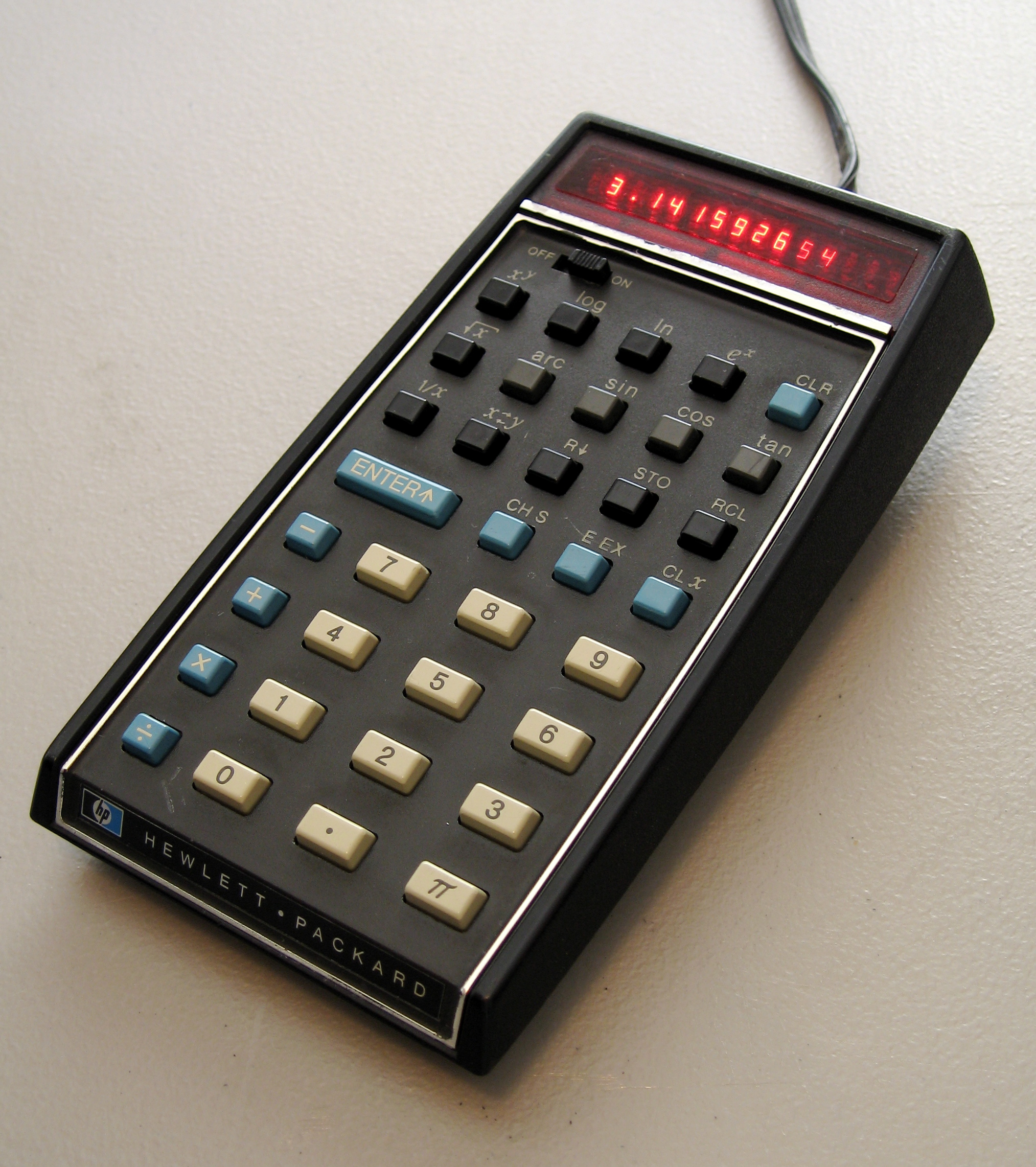
世界初のポケッタブル関数電卓「HP-35」

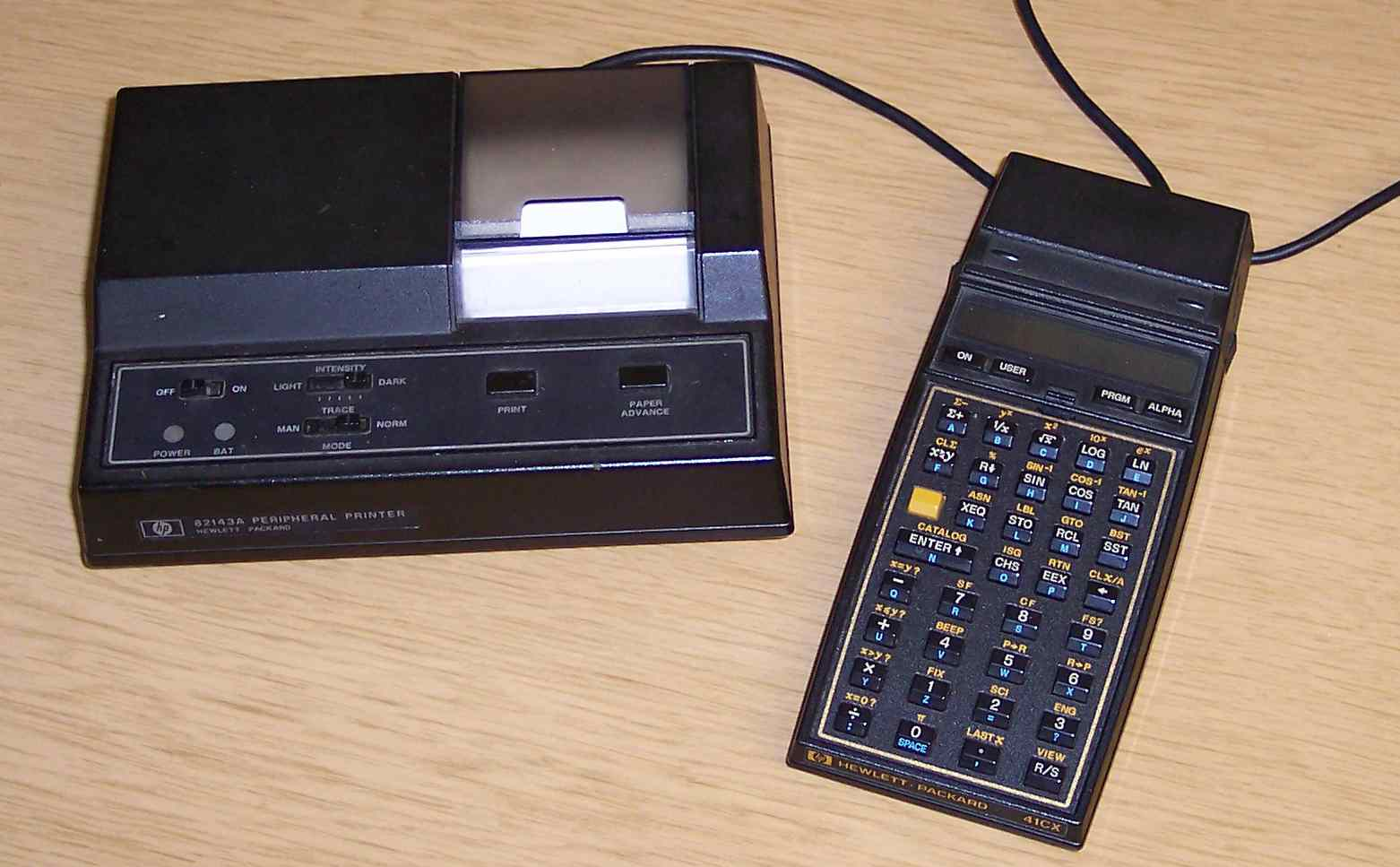
HP-41CXと磁気カードリーダーと感熱式プリンタ

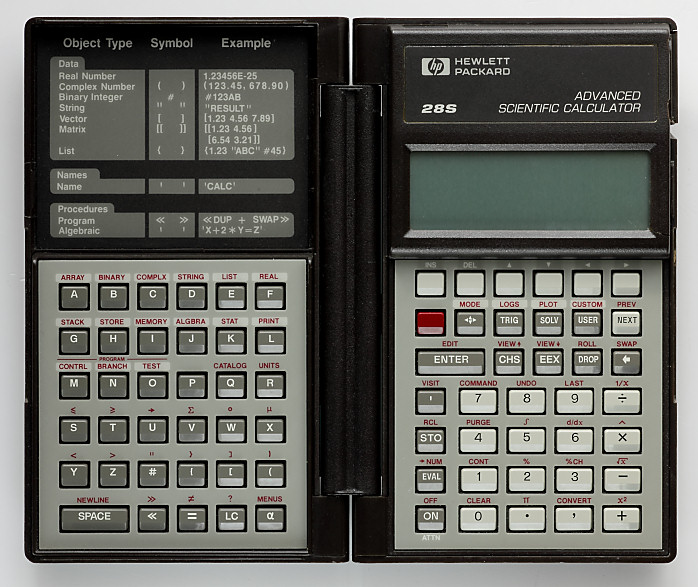
HP-28S

ヒューレット・パッカードの電卓では、ヒューレット・パッカード（HP）社が製造した電卓について記述する。

## 歴史
1968年に発売されたHP 9100Aがヒューレット・パッカードの最初の電卓であった。世界初の関数電卓であり、プログラミングも可能であった。入力方式は3 Level RPNであった。
1972年にはHP-35が発売された。HP 9100Aが持ち運びを考慮されているサイズではなかったのと対照的にHP-35は147mm×81mmのサイズ(255g)で、ポケットに入る世界初の関数電卓となった。HP-35は入力方式に 4 Level RPN を採用し、この方式は現在でも使われている。
1987年に発売されたHP-28Cは、ヒューレット・パッカード初のグラフ電卓、なおかつ最初のCAS（数式処理システム）搭載電卓であった。さらにHP-28Cはプログラミング言語としてForthを基としたRPLを採用した。1990年代中頃になると、新機種の発表は少なくなった。例えば1993年にHP 48GとHP 48GXを発売したが、次の機種HP 48G+が出るまで約5年の間隔があった。1999年に発売されたHP 49Gは、キーがゴム製に変更され、RPN入力方式に加えて他社製品と同様のALG入力方式も採用していた。
2001年にヒューレット・パッカードの電卓部門が閉鎖された。電卓部門の社員は大半が解雇され、それ以降の電卓の開発は台湾の KinpoElectronics によって行われることになった。
2015年にヒューレット・パッカードは、HP Inc.とヒューレット・パッカード・エンタープライズに分割され、電卓事業はHP Inc.が引き継いでいる。

## 電卓一覧

### 1960年代
- 1968年
  - HP 9100A - 世界最初の関数電卓

### 1970年代
- 1971年
  - HP 9810A
- 1972年
  - HP-35 - 世界最初のポケットに入る関数電卓
  - HP 9820A
  - HP 9830A
- 1973年
  - HP-45
  - HP-46
  - HP-80 - 世界初の金融電卓
  - HP-81
  - HP 9805
- 1974年
  - HP-65 - 磁気カードにプログラムを保存できる最初の携帯型関数電卓
  - HP-70
- 1975年
  - HP-21 - HP-25の小型版
  - HP-22
  - HP-25 - エンジニアリング表示と完全に統合されたキーコードを最初に採用した電卓
  - HP-55 - HP-65からプログラムのステップ数を減らし磁気カードリーダーを除いた低価格版
- 1976年
  - HP-25C - 電源OFFしてもメモリーが維持できる電卓の末尾にCが付くようになった
  - HP-27
  - HP-67
  - HP-91
  - HP-97
  - HP 9815A
  - HP 9825A
- 1977年
  - HP-01 - 腕時計型電卓
  - HP-10 - 加算器方式のプリンター電卓
  - HP-19C - 小型のプリンターが付いた関数電卓
  - HP-29C
  - HP-92
  - HP-95C
  - HP-97S
- 1978年
  - HP-31E
  - HP-32E
  - HP-33E
  - HP-37E
  - HP-38E
- 1979年
  - HP-33C
  - HP-34C - 積分計算とソルバーが付いた最初の電卓
  - HP-38C
  - HP-41C - 英数字表示という革命を起こした世界最初の電卓

### 1980年代
- 1980年
  - HP-41CV
  - HP 9815S
- 1981年
  - HP-11C
  - HP-12C - 現在でも販売が続いている金融電卓
- 1982年
  - HP-10C
  - HP-15C
  - HP-16C
  - HP-75C - 本格的ポータブルコンピュータとして発表(本体価格33万3000円、HP-ILインターフェイス内蔵)[5]
- 1983年
  - HP-41CX
- 1984年
  - HP-71B
- 1985年
  - HP-75D
- 1986年
  - HP-18C
  - HP-94D
  - HP-94E
  - HP-94F
- 1987年
  - HP-10B
  - HP-28C - ヒューレット・パッカードの最初のグラフ電卓
- 1988年
  - HP-14B
  - HP-17B
  - HP-19B - 金利の変換や償却、キャッシュフローなどを計算する財務計算機
  - HP-22S
  - HP-27S
  - HP-28S
  - HP-32S
  - HP-42S
- 1989年
  - HP-10B
  - HP-14B 50th Anniversary Limited Edition - ヒューレット・パッカード創業50周年記念
  - HP-20S
  - HP-21S

### 1990年代
- 1990年
  - HP 17BII
  - HP-19BII
  - HP 48SX - Equation Writerという数式自然表示機能搭載
- 1991年
  - HP-32SII
  - HP 48S
- 1993年
  - HP 48G
  - HP 48GX
  - HP 48GX ASEE
- 1995年
  - HP 38G - HP初の教育用グラフ電卓
- 1998年
  - HP 48G+
- 1999年
  - HP-6S
  - HP-6S Solar
  - HP-30S
  - HP 49G

### 2000年代
- 2000年
  - HP 39G
  - HP 40G
- 2001年
  - HP 10bII
  - HP Xpanderの発売中止

### 2003年以降（Kinpo Electronics による設計）
- 2003年
  - HP 9S
  - HP 9g
  - HP-12C Platinum
  - HP 17BII+
  - HP 33s
  - HP 39g+
  - Hp 48gII
  - Hp 49g+
- 2006年
  - HP-12C Platinum 25th Anniversary Edition
  - HP 39gs
  - HP 40gs
  - HP 50g - 最後の RPL 搭載電卓
- 2007年
  - HP 35s - HP-35 の35周年を記念したモデル
- 2008年
  - HP-12C Prestige
  - HP 20b

### 2010年代
- 2010年
  - HP 30b
- 2011年
  - HP 10bII+
  - HP-12C 30th Anniversary Edition
  - HP-15C Limited Edition
  - HP 39gII
- 2013年
  - HP Prime